# Síndrome de Mirizzi
Síndrome de Mirizzi é uma rara complicação da colelitíase, levando a um estreitamento do ducto hepático comum, causado por um mecanismo de compressão ou inflamação de cálculos impactados no infundíbulo da vesícula biliar ou ducto cístico, causando aderências nas vias biliares, fístulas colecisto-coledociana, icterícia obstrutiva, inflamação e necrose, se não tratada. Ocorre em 0,05% a 2,70% dos casos de Litíase biliar. Afeta igualmente ambos os sexos. Aparece mais frequentemente em idosos. Recebe esse nome em homenagem ao médico argentino Pablo Luis Mirizzi.

## Sinais e Sintomas
A Síndrome de Mirizzi é caracterizada por dor abdominal no quadrante superior direito, icterícia obstrutiva (que pode ser contínua ou intermitente), náuseas e vômitos, colúria  e febre. No  entanto, todos estes  sinais são bastante inespecíficos.

## Diagnóstico
Pode ser diagnosticada através de diferentes métodos de imagem, como colângio ressonância nuclear magnética ou ultrassonografia, no pré-operatório ou colangiografia durante intra-operatório.

## Tratamento
Reconstrução dos dutos afetados e retirada dos cálculos através de cirurgia, podendo realizar derivação biliodigestiva, como Y de Roux ou anastomose coléducoduodenal.